# Volkswagen Taigo
Volkswagen Taigo este un SUV crossover subcompact (din segmentul B) comercializat de producătorul german de automobile Volkswagen. A fost lansat pentru prima dată sub numele de Volkswagen Nivus, dezvăluit în mai 2020 în Brazilia. A fost lansat și pe alte piețe din America de Sud în 2021, dar și în Europa în iulie 2021 sub numele de Taigo. Împarte ușile, parbrizul, plafonul și suspensia cu Polo, dar are o parte frontală complet redesenată.

## Galerie foto

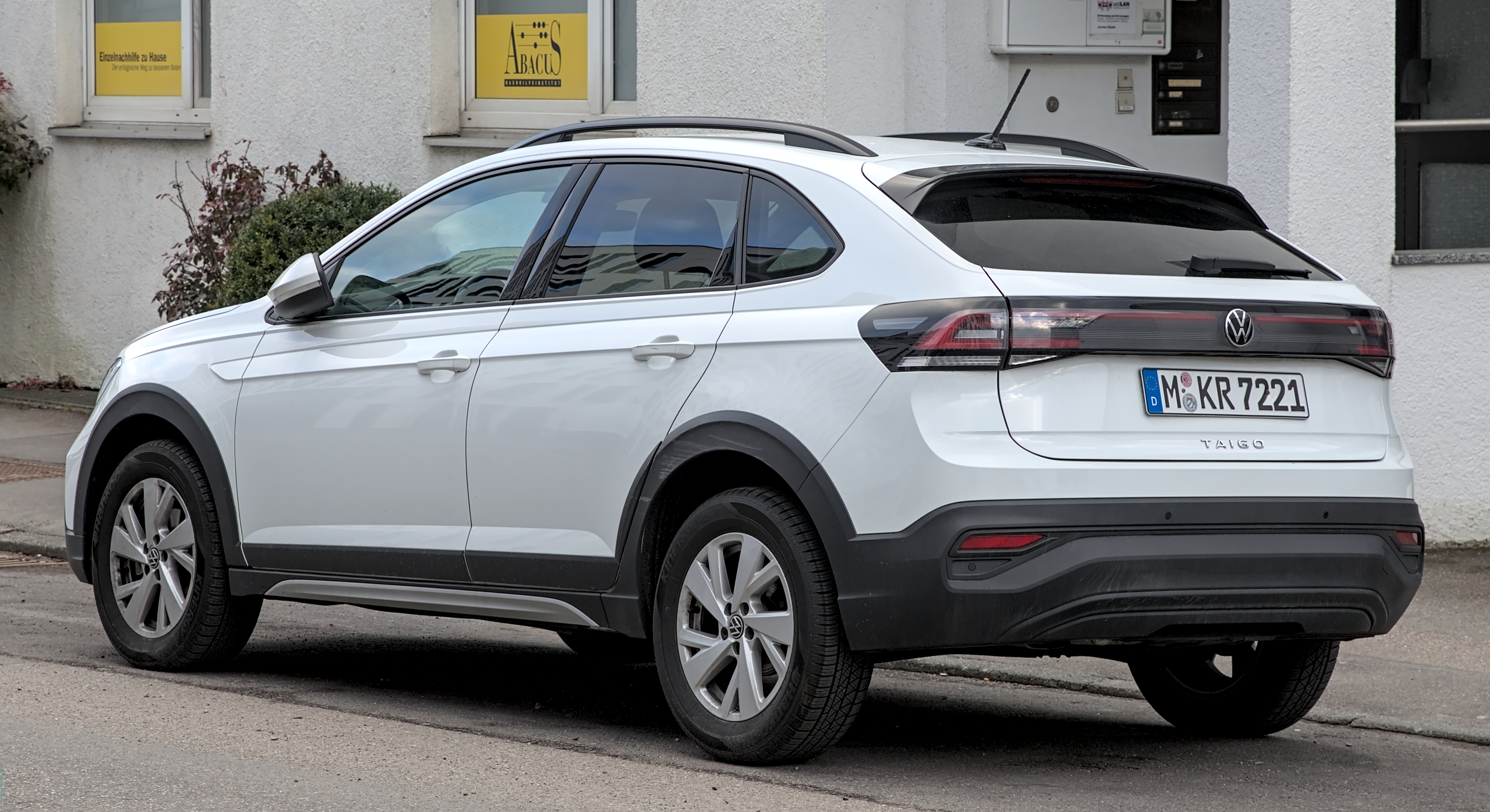
Spate
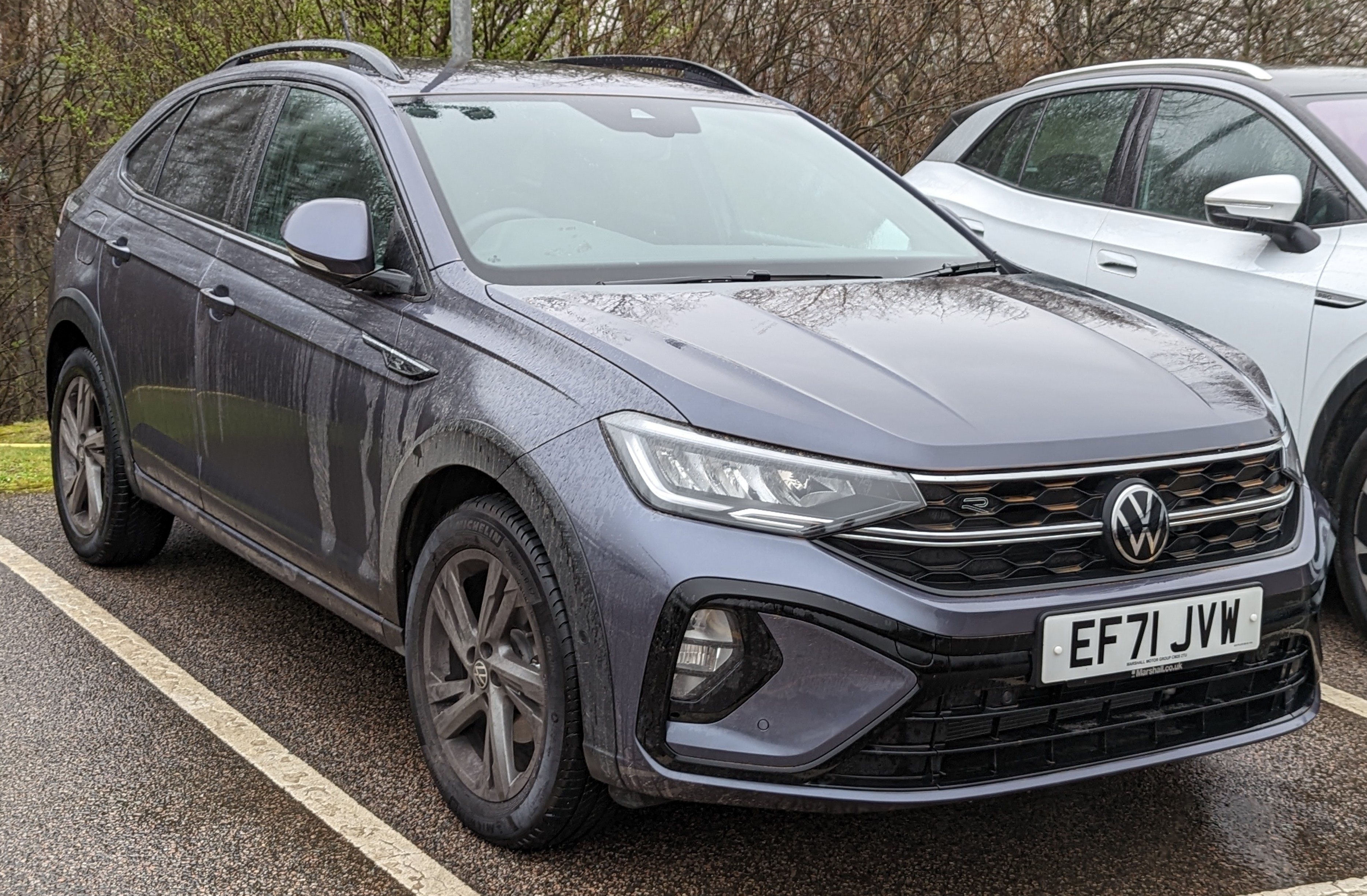
Taigo R-Line (2021)
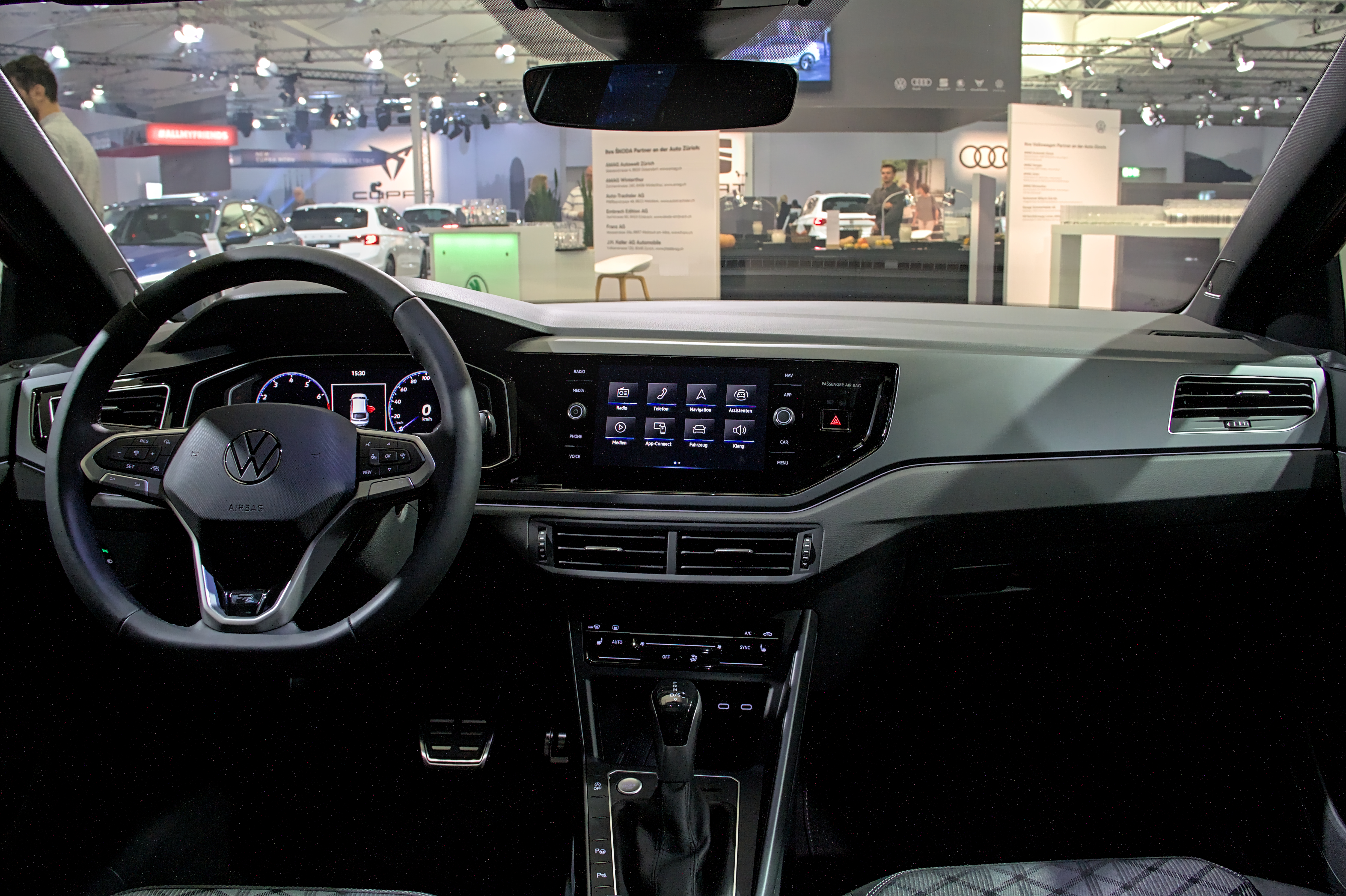
Interior